# Park Krajobrazowy Orlich Gniazd

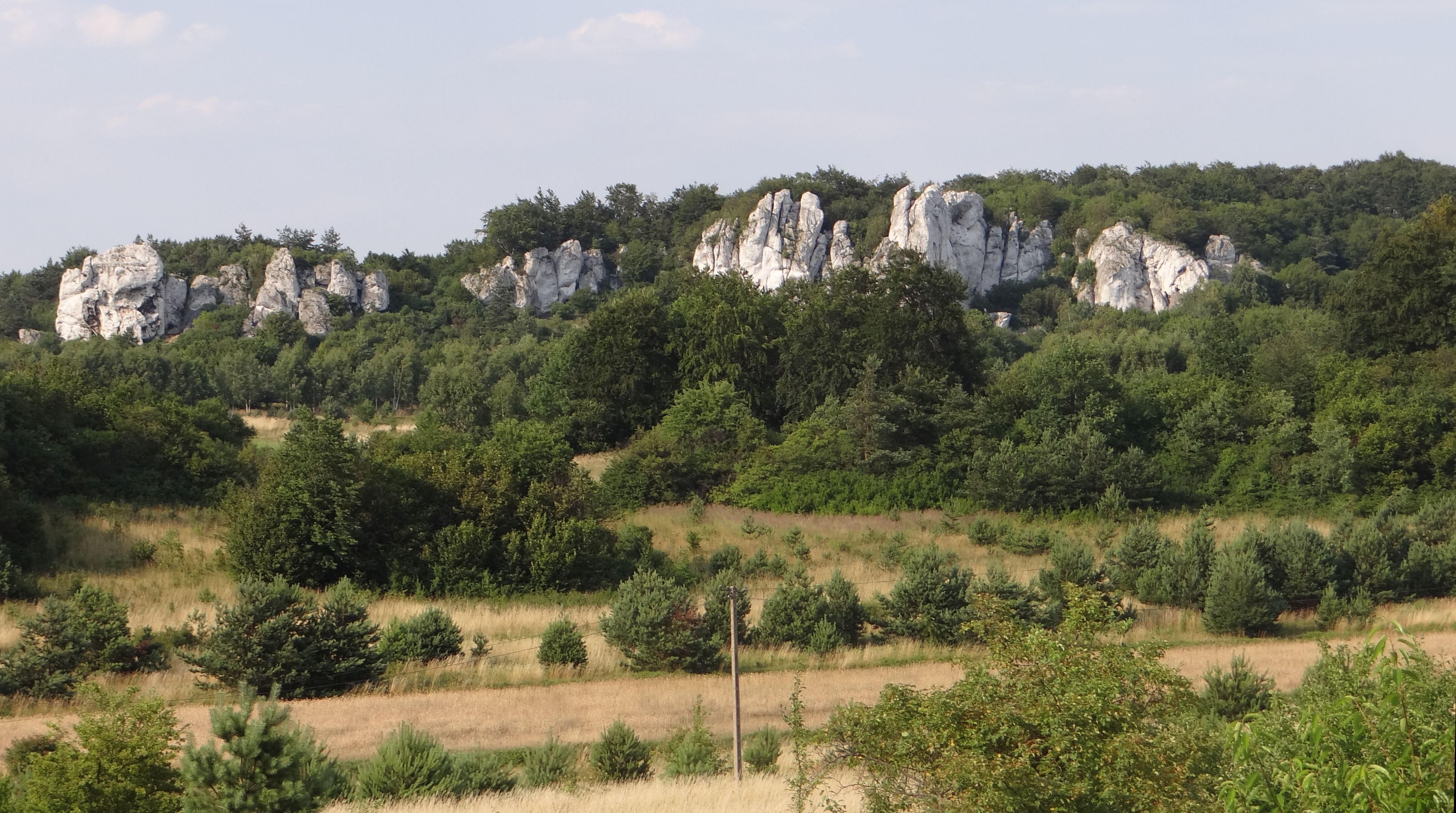
Skały Rzędkowickie

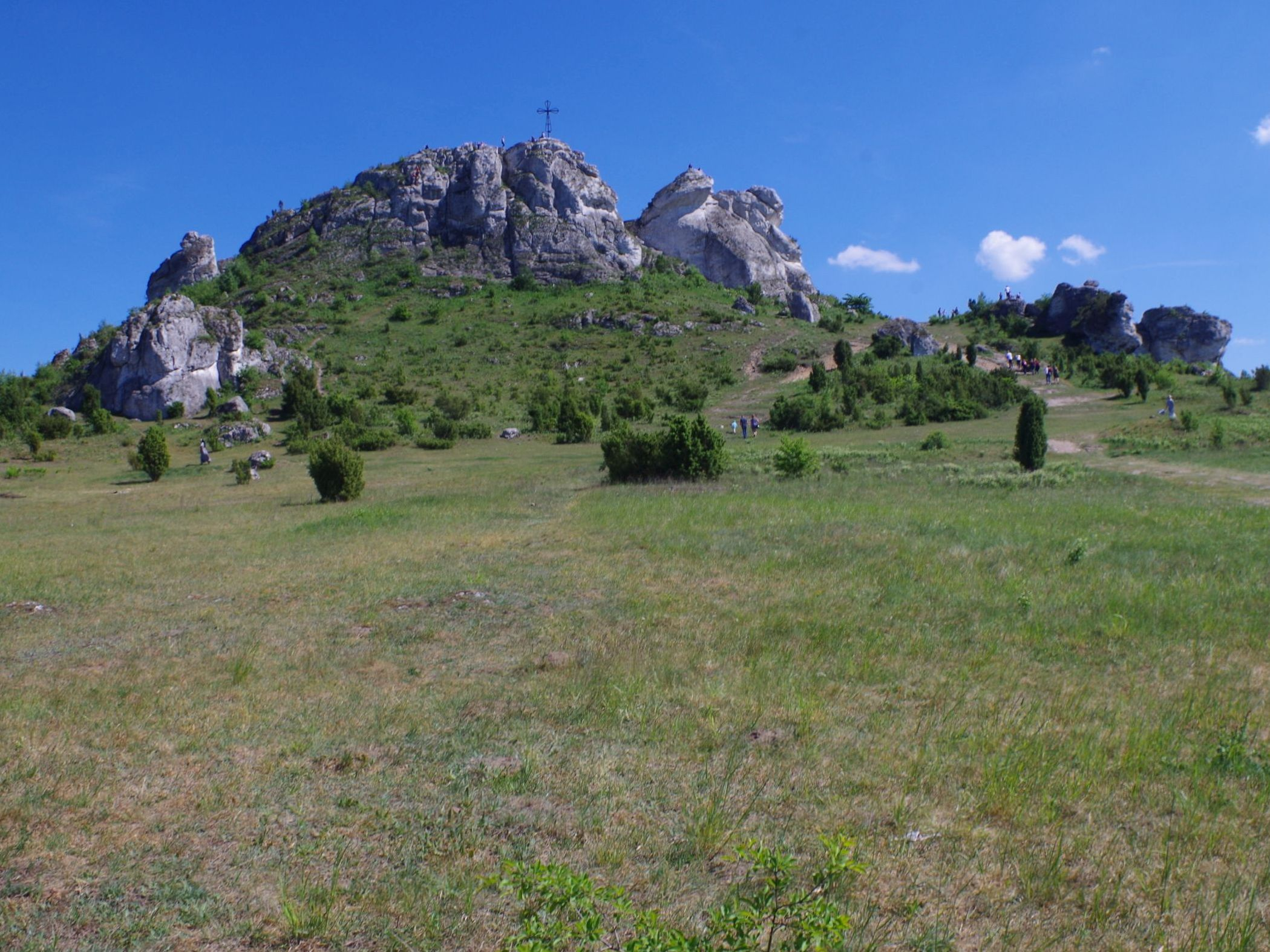
Biakło

Park Krajobrazowy Orlich Gniazd – park krajobrazowy położony na terenie województwa śląskiego i małopolskiego, rozciągnięty od Częstochowy po Olkusz i Dąbrowę Górniczą.
Obszar parku podlega pod Zespół Parków Krajobrazowych Województwa Małopolskiego (do 2009 roku Zespół Jurajskich Parków Krajobrazowych) i Zespół Parków Krajobrazowych Województwa Śląskiego.
W 2014 roku został ustanowiony plan ochrony parku na okres 20 lat (Uchwała NR IV/48/2/2014 Sejmiku Województwa Śląskiego).

## Położenie
Park Krajobrazowy Orlich Gniazd (PKOG) położony jest w północno-wschodniej części województwa śląskiego, jego granice rozciągają się od przełomu Warty koło Mstowa do doliny Białej Przemszy. Zachodni kraniec PKOG stanowi tzw. kuesta jurajska – próg strukturalny. Od wschodu mniej wyraźnie widoczna jest granica z Niecką Nidziańską.

## Budowa geologiczna
PKOG zbudowany jest głównie ze skał mezozoicznych. Zasadnicza część utworów pochodzi z dna morza, które istniało na tym terenie w okresie jurajskim, czyli 180 milionów lat temu. Początek skałom wapiennym dały szczątki organizmów zbudowane głównie z węglanu wapnia, które osadzały się na dnie zbiornika. W trzeciorzędzie ciepły i wilgotny klimat sprzyjał zjawiskom krasowym. W czwartorzędzie w obniżeniach pomiędzy wapiennymi wzgórzami, wody wypływające spod topniejącego lądolodu skandynawskiego naniosły olbrzymie ilości piasków, na których wykształciły się gleby bielicowe porośnięte przez bór sosnowy.
Najbardziej charakterystycznym elementem krajobrazu PKOG są pasma skalne urozmaicone licznymi ostańcami wapiennymi. Wyróżnia się 3 główne pasma skalne: Smoleńsko-Niegowonickie, Zborowsko-Ogrodzienieckie i Mirowsko-Olsztyńskie. Ostańce skalne zbudowane są z najbardziej odpornej na niszczenie odmiany wapieni – wapieni skalistych. Przyjmują one przeróżne formy, takie jak iglice, ambony, baszty, mury, stopnie czy bramy. Najwyższym wzniesieniem jest Góra Janowskiego, a jej wysokość to 516 m n.p.m.

## Flora
Dzięki licznym glebom wapiennym park charakteryzuje mnogość taksonów związanych z tego rodzaju podłożem. Na terenie Orlich Gniazd stwierdzono występowanie rzadkich i chronionych roślin m.in. liczne storczykowate: obuwik pospolity, buławnik czerwony, buławnik mieczolistny, buławnik wielkokwiatowy, gółka długoostrogowa, gnieźnik leśny, storzan bezlistny, podkolan biały, podkolan zielonawy, żłobik koralowy, storczyk kukawka, kruszczyk szerokolistny, kruszczyk rdzawoczerwony, a także inne rzadkie rośliny: warzucha polska – endemit, przytulia krakowska – endemit, wawrzynek wilczełyko, śnieżyczka przebiśnieg, lilia złotogłów, goryczuszka gorzkawa i orzęsiona, języcznik zwyczajny, pomocnik baldaszkowy.

## Fauna
Między innymi:
- ssaki: liczne gatunki nietoperzy, gronostaj, tchórz zwyczajny, wydra europejska, ryjówka malutka, rzęsorek rzeczek, zębiełek białawy, popielica, orzesznica, bóbr europejski, chomik europejski.
- ptaki: pustułka, jastrząb gołębiarz, krogulec, sowa uszata, puszczyk, płomykówka, pójdźka, jerzyk, lelek kozodój, kopciuszek, białorzytka zwyczajna, dudek, bocian biały, bocian czarny.
- gady: gniewosz plamisty, padalec, zaskroniec zwyczajny, żmija zygzakowata, jaszczurka żyworodna, jaszczurka zwinka.
- płazy: kumak nizinny, grzebiuszka ziemna, ropucha zielona, traszka grzebieniasta.
- bezkręgowce: wypławek alpejski, sieciarz jaskiniowy, Ischyropsalis hellwigi, siodlarka stepowa, Porrhomma moravicum, Choleva lederiana, Catops tristis infernus, Trechus pilisensis, Trechus pulchellus, kozioróg dębosz, kozioróg bukowiec, pachnica dębowa, kraśnik karyncki, Urophora stigma, mieniak tęczowiec, paź królowej, paź żeglarz.

## Rezerwaty przyrody
- w województwie śląskim: Bukowa Kępa, Góra Chełm, Góra Zborów, Kaliszak, Ostrężnik, Parkowe, Ruskie Góry, Smoleń, Sokole Góry, Zielona Góra[2]
- w otulinie parku – Cisy Przybynowskie
- w województwie małopolskim: Michałowiec, Pazurek[3], Góra Stołowa im. Ryszarda Malika[4]